# 次郎長三国志 (1991年のテレビドラマ)
『次郎長三国志』（じろちょうさんごくし）は1991年（平成3年）1月2日にテレビ東京で放送された12時間超ワイドドラマ（のちの新春ワイド時代劇）である。全六部。
主演:高橋英樹、12時間超ワイドドラマ第11作。

## 概要
- 第一部 「次郎長売り出す」
- 第二部 「東海道 富士川の決戦」
- 第三部 「大暴れ！次郎長一家」
- 第四部 「恋女房お蝶の仇討ち」
- 第五部 「森の石松 金毘羅代参」
- 第六部 「血煙り荒神山」

高橋英樹は先に当作と同じ原作の1988年『次郎長三国志／東海道の暴れん坊』（テレビ朝日系／後にVHS版発売）で主演して次郎長役を経験しており、彼の2回目となる次郎長の演技が好評を博したことなどで、平均約15.6%の好視聴率を記録した（後の『新春ワイド時代劇』時代を含めた同シリーズ最高平均視聴率）。
各部オープニングに流れる主要出演者表で、主演格と大物敵役、客演格は個々のカラー映像が挿入されて目立つ仕掛けがあり、正月のお祭り気分を盛り上げていた。もちろん次郎長は全6部で最初にカラー映像での登場となった他、ヒロイン格のお蝶、お仲もカラー映像で、この2人は物語の進行に合わせて2枚ずつ映像が準備されている。勝蔵も敵役として、物語後半になると2つ目のカラー映像で登場するなど、大物の待遇であった。
同原作7作目のテレビドラマ版となる。

## スタッフ
- 原作・題字：村上元三
- 脚本：吉田剛（1）、下飯坂菊馬（2）、安藤日出男（3・6）、田村多津夫（4）、保利吉紀（5）
- 監督：田中徳三（1・3）、原田雄一（2・5）、杉村六郎（4）、高瀬昌弘（6）
- 主題歌：北島三郎「次郎長笠」（作詞：関沢新一、作曲：原譲二、編曲：鈴木操）
- 製作協力：京都映画株式会社（現：松竹京都映画株式会社）
- 製作：テレビ東京、松竹株式会社

## キャスト
- 清水次郎長：高橋英樹
- お蝶：黒木瞳
- 大政：瑳川哲朗
- 森の石松：梨本謙次郎
- 桶屋の鬼吉：阿藤海
- 小政：渡辺裕之
- 関東綱五郎：宅麻伸
- 追分三五郎：堤大二郎
- 法印大五郎：頭師孝雄
- 増川仙右衛門：鷲生功
- 相撲常：松田勝
- 吉良の仁吉：村上弘明
- お米：三田寛子
- 江尻の大熊：龍虎
- お千：森口瑤子
- おりは：芦川よしみ
- 武居の安五郎（吃安）：八名信夫
- さんまの政五郎：堀田真三
- 甲斐代官：中田博久
- 役人：唐沢民賢
- 牢名主：小島三児
- 権次：大竹修造
- 権三：勝野賢三
- 保下田の久六：安岡力也
- 巾下の長兵衛：樋浦勉
- 寺津の間之助：深江章喜
- 日柳燕石：中尾彬
- 大場の久八：長谷川弘
- 大前田の英五郎：五味龍太郎
- 赤鬼の金平：岩尾正隆
- 石松の妹・お咲：守谷佳央理
- お島：水島かおり
- 小松村の七五郎：津村鷹志
- その妻・お園：池波志乃
- 国枝の親分：佐竹明夫
- 浅太郎：山内としお
- 都田吉兵衛：山本清
- 都田常吉：草薙良一
- 都田梅太郎：甲斐道夫
- 江戸っ子（舟客）：せんだみつお
- 舟客たち：ダチョウ倶楽部
- 神戸の長吉：趙方豪
- 穴太徳次郎：遠藤征慈
- 大岩：大前均
- 三好屋勘兵衛：土屋嘉男
- 松岡万：近藤正臣（特別出演）
- 山岡鉄舟：藤田まこと（特別出演）
- 投げ節お仲（二代目お蝶）：富司純子
- 黒駒の勝蔵：山城新伍

- ナレーター：小林恭治[2]

## エピソード
上記の通りオープニングの出演者紹介では一部カラー映像の挿入があったが、最終第6部では前半が次郎長と吉良の仁吉の物語、そして後半では明治維新の時代となり、勝蔵との決着も6部後半に縺れ込み、次郎長と新政府側の山岡たちの交流も描かれるため、次郎長、仁吉、お米（仁吉の妻）、勝蔵、山岡、松岡、二代目お蝶と、カラー映像が増えており、一気に画面が華やいで、正月大作らしい豪華出演陣が賑やかにアピールされた（キャストについては上記参照）。
本作で仁吉を演じた村上弘明は、本シリーズ1989年作品『大忠臣蔵』（松竹制作）で山吉新八郎、同90年作品『宮本武蔵』（東映制作）で準主役・佐々木小次郎をそれぞれ演じており、制作会社も異なる中、主要出演者で唯一の3年連続出演を果たしている。

## 放送後
同シリーズ2000年作品として、同題名でリメイクされている（脚本：古田求・田村恵／松竹制作）。

## 再放送・ソフト発売
全13回シリーズに分割・再編集された形で再放送されている。
再放送の機会も比較的多く、テレビ東京系はもとより、兵庫県のサンテレビジョンでも放映履歴があり、下記のDVD版発売後も、2013年5月~6月にかけBSジャパン（現在のBSテレビ東京）で放映、CS時代劇専門チャンネルでも度々再放送があり、上記2000年版と同月にそれぞれ放映されることもある。
初回放送終了後、同年5月からVHS版（全6巻）の販売・レンタルを開始、2013年3月にはDVD-BOX（全4枚）がビクターエンタテインメントから発売された（DVD版は全13回再編集版を収録。単巻での販売・レンタルはなし）。
2025年7月15日から8月4日まで、BS11で月曜から金曜の午前11時から放送されていた。